# 호시나 마사미쓰

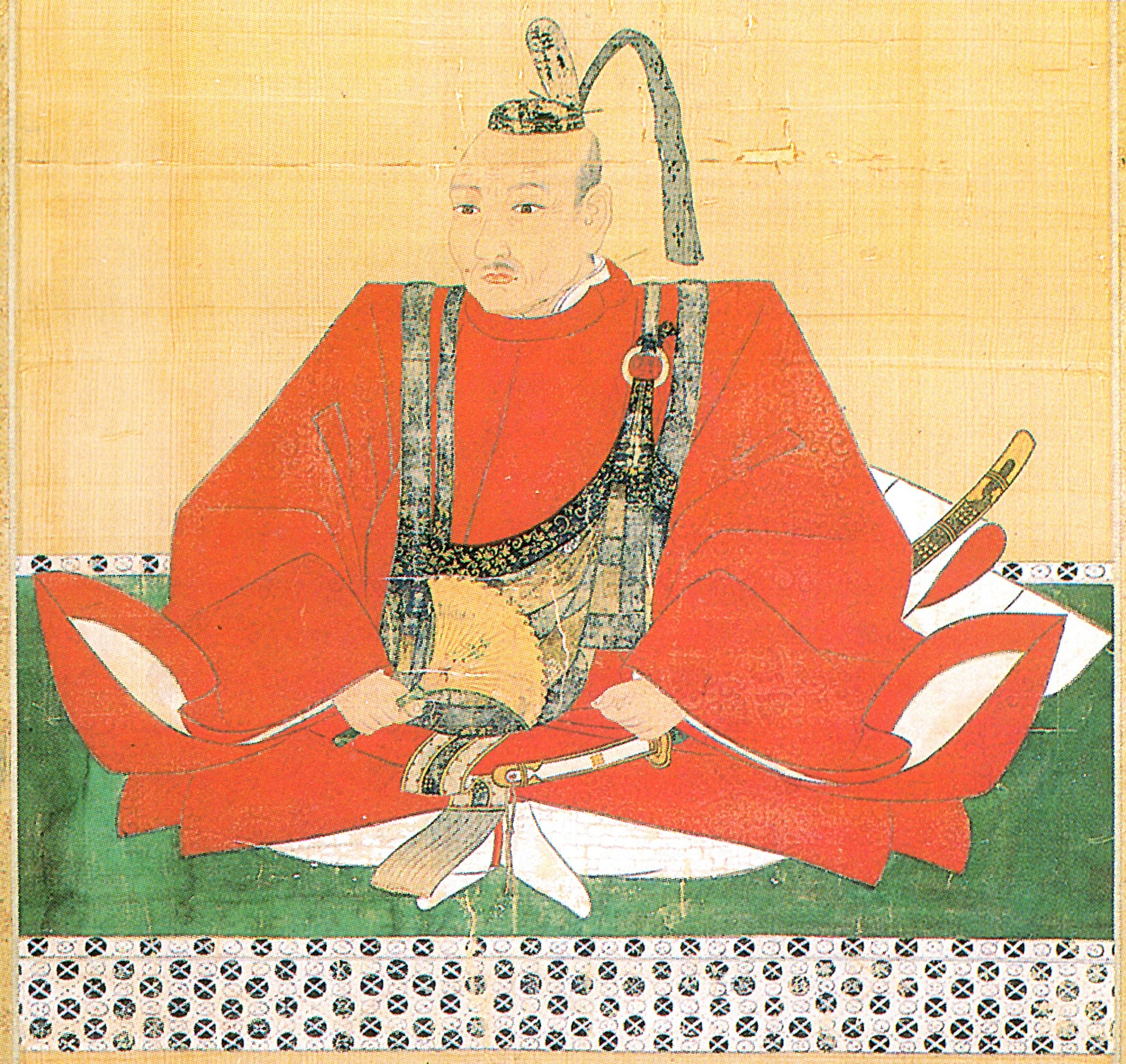
호시나 마사미쓰 상(겐푸쿠지(아이즈) 소장 후쿠시마현립 박물관 기탁))

호시나 마사미쓰(일본어: 保科正光 ほしな まさみつ[*], 에이로쿠 4년(1561년) ~ 간에이 8년 음력 10월 7일(1631년 10월 31일))는 센고쿠 시대부터 에도 시대 전기까지의 무장, 다이묘이다. 시모사 다코(지금의 지바현 가토리군 다코정)를 다스렸으며, 후에 시나노 다카토번 초대 번주를 지냈다.

## 생애
에이로쿠 4년(1561년), 가이 다케다씨의 가신 호시나 마사나오의 장남으로 태어났다. 다케다씨가 망하고 나선 도쿠가와 이에야스에게 의지하여 다카토성을 부여받았다. 덴쇼 10년(1582년) 다케다씨 멸망 후에는 다케다 가쓰요리의 인질이 돼 있던 것을 에 의해 구출되어 도쿠가와 이에야스를 따라 다카토성을 맡았다. 덴쇼 12년(1584년)의 고마키·나가쿠테 전투(小牧・長久手の戦い)와 덴쇼 18년(1590년)의 오다와라 정벌(小田原征伐)에도 참가해, 이에야스의 관동 이봉에 수반해 시모사 다고에게 1만 석의 영지가 주어졌다. 덴쇼 19년(1591년) 구노헤 마사자네의 난(九戸政実の乱) 진압에도 참가했으며 덴쇼 20년(1592년)부터 일어난 임진왜란에서도 이에야스를 따라 히젠 나고야성에 재진했다.
게이초 5년(1600년)의 세키가하라 전투에서는 동군에 속해 도노에 하마마쓰성을 수비한다. 전후 2개월 정도는 에치젠 기타노쇼 성에 성번하고 호코지의 절 규정목, 공조 수납방법을 정하는 등 내정에 진력했다. 그 공적으로 전후 11월에 구령으로 되돌려져 고원번 2만 5000석을 입번했다. 게이초 8년(1603년) 2월에 모리 다다마사의 가와나카지마령을 맡아 마쓰시로성과 이이야마성을 지키는 일을 맡았다. 게이초 11년(1606년)의 에도성 돌담 공사나, 게이초 16년(1611년)의 에도성 호리 공사 등에서도 공적을 세웠다.
게이초 19년(1614년)의 오사카 겨울의 진에서는 도쿠가와 방으로서 요도성을 수비하고, 게이초 20년(1615년)의 오사카 여름 전투에서는 덴노지 전투에서 무공을 올려 수급 14를 얻었는데, 스스로도 야리키즈 3곳, 뎃포쇼오 1곳을 얻었다. 이 때문에 에도 막부 제2대 쇼군 도쿠가와 히데타다로부터 할아버지 마사토시나 아버지 정직 못지않은 무공을 이어받았다는 칭송을 받았다.
겐나 2년(1616년)에는 에치고산조 성번을 맡았다. 그 후에도 겐나 3년(1617년) 히데타다 상락, 겐나 9년(1623년)과 간에이 3년(1626년) 히데타다, 이에미쓰 상락에게 공봉하고 히데타다의 닛코 사참(日光社参)에게도 공봉했다. 또한 히데타다 상락 때 천황과 중궁의 니조 성행차·행계에 근무했다.
겐나 3년(1617년), 히데타다의 서자로, 은닉되어 다케다 신겐의 딸 겐쇼인에 맡겨져 있던 코 마츠마루(後の保科正之)를 양자로 맞이해 그 양육에 임했다. 맡는 것에 있어서, 마사미쓰는 알았지만 쇼군가의 와카군을 맞이하는데 있어서는, 은밀히 상의를 받고 싶다고, 히데타다 측근의 노나카도이 도시카쓰나 이노우에 마사슈를 통해 히데타다에게 전해져 「행송의 아이 보석과 히고마모루의 재소에 데려가게 해 양자 분에게 보내 양육시켜라」라고 내의가 내려 정식으로 보석과의 양자가 된다. 겐나 4년(1618년)에는 히데타다의 상락을 따른 공적으로 지쿠마군에 5,000석이 추가되어 2]3만 석의 다이묘가 되었다. 겐나 6년(1620년)에는 오사카 성번, 겐나 9년(1623년)에는 후시미 성번을 맡았다.
간에이 8년(1631년) 10월 7일에 향년 71세로 사망했다.
마사미쓰에게는 양자로서 동생 마사사다를 맞이하고 있었지만, 마사사다와는 사이가 좋지 않았기 때문에(일설에는 마사유키에게 사양하여 신청했다고도) 폐적되고, 마찬가지로 동생이자 양자인 마사시게도 요절했기 때문에 유언으로 가독은 마사유키에게 계승하였다. 마사유키를 정적으로 삼은 것은 마사미쓰 생전이라고도 한다.
정실은 사나다 마사유키의 딸이지만 게이초 15년(1610년) 10월에 요절하였다.

## 인물

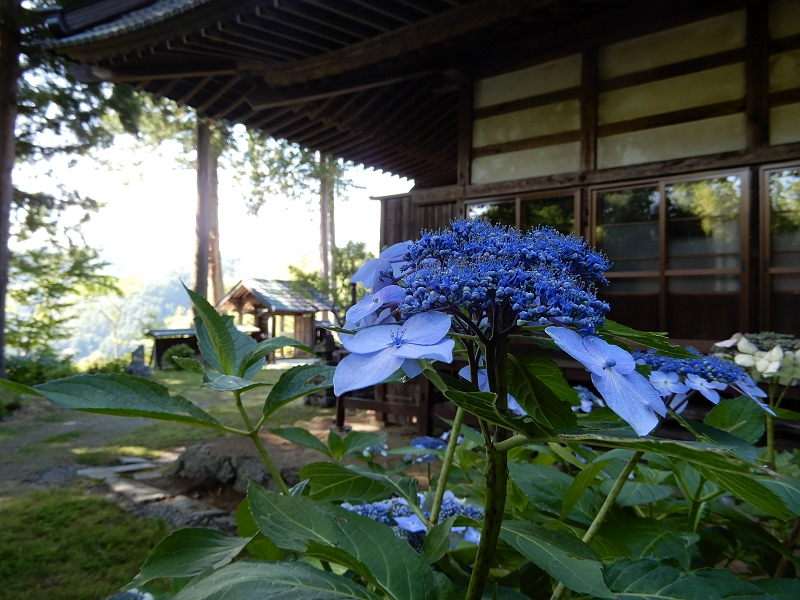
다카토주 하야시지(高遠樹林寺)

신앙심이 두터운 인물로 성 안에 있던 스와 신사(諏訪神社)를 서민들이 참배할 수 없다며 성 밖으로 옮기거나 다코에 가까운 오미가와노 주린지(小見川の樹林寺) 안에 있던 유가오 관음보살을 모조해 같은 이름의 절을 지어 그곳에 넣기도 한다. 히데타다의 신임은 특히 두터웠고, 그 때문에 마사유키의 양육책을 맡게 되었다고 한다. 양자 마사유키는 마사미쓰의 은혜를 잊지 않고, 마쓰다이라 성(松平姓)을 따르는 것이 허락되어도 평생 보과 성을 계속하고 있다.
|  | 제1대 다카토번 번주 (호시나가) 1600년 ~ 1631년 | 후임 호시나 마사유키 |